# مارک دلیسن
مارک دلیسن (انگلیسی: Marc Delissen؛ زادهٔ ۱۴ ژانویه ۱۹۶۵) بازیکن هاکی روی چمن اهل هلند بود.
وی در مسابقات کشوری و بین‌المللی در مجموع برندهٔ ۲ مدال طلا، ۱ مدال برنز شده‌است.